# 케빈 랭킨
케빈 랭킨(Kevin Rankin, 1976년 4월 18일 ~ )은 미국의 배우이다.

## 출연 작품

### 영화
- 사도 (1997)
- 헐크 (2003)
- 폰 샵 클로니클스 (2013)
- 달라스 바이어스 클럽 (2013)
- 화이트 하우스 다운 (2013)
- 와일드 (2014)
- 혹성탈출: 반격의 서막 (2014)
- 로스트 인 더스트 (2016)
- 스카이스크래퍼 (2018) - 레이 역
- 브레이킹 배드 무비: 엘 카미노 (2019)

### 텔레비전
- 프라이데이 나이트 라이츠 (2006-08)
- 트라우마 (2009-10)
- 저스티파이드 (2010-12)
- 언포게터블 (2011-12)
- 브레이킹 배드 (2012-13)
- 그레이스포인트 (2014, Gracepoint)